# Résolution 204 du Conseil de sécurité des Nations unies
Membres permanents
- Chine (Taïwan)
- États-Unis
- France
- Royaume-Uni
- URSS

Membres non permanents
- Bolivie
- Côte d'Ivoire
- Jordanie
- Malaisie
- Pays-Bas
- Uruguay

Résolution no 203 Résolution no 205
La Résolution 204  est une résolution du Conseil de sécurité des Nations unies adoptée le 19 mai 1965, dans sa 1212e séance, après une plainte du Sénégal contre le Portugal, le Conseil a déploré les incursions par les Forces armées portugaises en territoire sénégalais et a demandé qu'ils prennent toutes les mesures nécessaires pour assurer l'intégrité territoriale du Sénégal.

## Vote
La résolution a été approuvée à l'unanimité.

## Texte
- Résolution 204 Sur fr.wikisource.org
- Résolution 204 Sur en.wikisource.org